# Melierax
Melierax is een geslacht van vogels uit de familie van de havikachtigen (Accipitridae). De wetenschappelijke naam van het geslacht is voor het eerst geldig gepubliceerd in 1840 door George Robert Gray.

## Soorten
De volgende soorten zijn bij het geslacht ingedeeld:
- Melierax canorus – Zanghavik
- Melierax metabates – Donkere zanghavik
- Melierax poliopterus – Bleke zanghavik